# 1798
Il 1798 (MDCCXCVIII in numeri romani) è un anno  del XVIII secolo.

## Eventi
- Viene eletto vicario generale dell'Ordine dei Predicatori (Domenicani) il forlivese Pio Giuseppe Gaddi, che sarà poi rieletto nel 1814 (1798-1806 e 1814-1819) e sarà Maestro generale dal 1806 al 1814.
- Napoleone Bonaparte sbaraglia l'esercito di Recanati sulla Porta Marina e conquista la città.
- 15 febbraio – Proclamazione della Prima Repubblica Romana, occupata il 10 febbraio. Il 19 settembre 1799, i francesi abbandoneranno Roma, subito rioccupata il 30 settembre dai napoletani che metteranno così fine alla Repubblica.
- 25 febbraio – Roma: Una folla di popolani trasteverini e monticiani insorge contro la neonata repubblica, ma la sommossa viene sedata dalle armate francesi.
- Ribellione ugandese.
- 20 marzo – Roma: Promulgazione della Costituzione della Repubblica Romana.
- 28 marzo – Proclamazione della Repubblica Elvetica.
- 22 maggio – Ribellione irlandese: Un gruppo di rivoluzionari di ispirazione repubblicana, la Society of United Irishmen, guida una rivolta contro il dominio dei protestanti nel Regno d'Irlanda rappresentato dal sovrano Giorgio III del Regno Unito. La ribellione verrà poi repressa dopo alcuni mesi.
- 26 maggio – Una forte scossa di terremoto, alle ore 13:10, colpisce Siena provocando alcune vittime e ingenti danni a molti edifici della città.
- 12 giugno – Malta: Accordo di resa firmato a bordo della nave francese Orient tra Napoleone e l'Ordine dei Cavalieri di San Giovanni, il cui dominio sull'isola termina dopo 268 anni.
- 29 giugno – Nasce a Recanati Giacomo Leopardi.
- 21 luglio – Battaglia delle piramidi: L'esercito francese, sotto la guida di Napoleone Bonaparte, sconfigge nettamente l'esercito mamelucco presso Embabeh, vicino al Cairo.
- 1-2 agosto – Battaglia di Aboukir o Battaglia del Nilo fra la flotta britannica comandata da Horatio Nelson e la flotta francese.
- 22 agosto – Sbarca a Killala, nel Mayo, Irlanda, un contingente francese guidato dal generale Humbert per aiutare i ribelli irlandesi contro l'occupazione britannica dell'isola.
- 31 agosto – Colpo di Stato francese a Milano e conseguente emanazione della seconda Costituzione della Repubblica Cisalpina.[1]
- 4 settembre – Durante il ministero del gen. B. Schérer viene introdotta in Francia la coscrizione obbligatoria con decreto 4/07/1798.
- 18 settembre – Vengono pubblicate in forma anonima dai poeti inglesi Samuel Taylor Coleridge e William Wordsworth le Ballate liriche, considerate il punto di partenza del Romanticismo inglese.
- 12 ottobre – Battaglia di Tory Island: La flotta britannica ottenne una decisiva vittoria contro la flotta francese, impedendole di far sbarcare un numero consistente di soldati in Irlanda durante la Ribellione irlandese.
- 23 ottobre – Il regno di Napoli entra nuovamente in guerra con i francesi.
- 27 novembre – Battaglia di Terni: L'esercito della Prima repubblica francese comandato dal generale Lemoine, con un'efficace manovra sorprende e sconfigge quello del Regno di Napoli.
- 5 dicembre – Battaglia di Civita Castellana: Le truppe francesi ottengono una vittoria decisiva contro le truppe del Regno di Napoli.
- 21 dicembre – Re Ferdinando IV di Borbone (re di Napoli) fugge a Palermo con la sua famiglia e lascia il suo vicario Francesco Pignatelli (conte di Laino).
- Friedrich Schlegel utilizza la parola Romanticismo per indicare il nuovo movimento culturale e artistico nascente in Germania.
- Nasce la rivista Athenaeum.
- Viene costruita la prima fabbrica di porcellana dell'Ucraina.
- L'economista inglese Thomas Malthus pubblica il Saggio sul principio di popolazione, che in seguito influenzerà la Teoria dell'evoluzione di Charles Darwin.

## Nati
Ci sono circa 270 voci su persone nate nel 1798; vedi la pagina Nati nel 1798 per un elenco descrittivo o la categoria Nati nel 1798 per un indice alfabetico.
Dionisios Solomos, poeta greco, detto il poeta nazionale della Grecia moderna

## Morti

### Gennaio
- 2 gennaio - Wilhelm von Freytag, generale prussiano (n. 1720)
- 3 gennaio - Carlo Aurelio Widmann, ammiraglio italiano (n. 1750)
- 4 gennaio - Giuseppe Giordani, compositore italiano (n. 1751)
- 4 gennaio - Gavin Hamilton, pittore e archeologo britannico (n. 1723)
- 5 gennaio - William Flackton, compositore, editore e organista britannico (n. 1709)
- 11 gennaio - Eraclio II di Georgia, re georgiano (n. 1720)
- 18 gennaio - Matteo Borsa, saggista, critico letterario e filosofo italiano (n. 1751)
- 18 gennaio - Angelo Gatti, medico italiano (n. 1724)
- 20 gennaio - Christian Cannabich, compositore e direttore d'orchestra tedesco (n. 1731)
- 20 gennaio - Maria Kristina Kiellström,  svedese (n. 1744)
- 25 gennaio - Cristoforo Unterperger, pittore italiano (n. 1732)
- 28 gennaio - Christian Gottlob Neefe, compositore e direttore d'orchestra tedesco (n. 1748)
- 28 gennaio - Zanobi del Rosso, architetto italiano (n. 1724)

### Febbraio
- 6 febbraio - James Hamilton, II conte di Clanbrassil, militare britannico (n. 1730)
- 7 febbraio - Alberto Maria Capobianco, arcivescovo cattolico italiano (n. 1708)
- 9 febbraio - Antoine de Favray, pittore francese (n. 1706)
- 12 febbraio - Stanislao II Augusto Poniatowski, re (n. 1732)
- 13 febbraio - Wilhelm Heinrich Wackenroder, scrittore e giurista tedesco (n. 1773)
- 15 febbraio - Pierre Bayen, chimico e farmacista francese (n. 1725)
- 21 febbraio - Étienne François d'Aligre, magistrato francese (n. 1727)
- 25 febbraio - Luigi Giulio Mancini-Mazzarino, diplomatico e scrittore francese (n. 1716)

### Marzo
- 7 marzo - Francesco Milizia, teorico dell'architettura, storico dell'arte e critico d'arte italiano (n. 1725)
- 8 marzo - Bernardo Mantero, scultore italiano (n. 1713)
- 9 marzo - Federica Dorotea di Brandeburgo-Schwedt, nobile tedesca (n. 1736)
- 10 marzo - Abdullah Mukarram Shah di Kedah, sovrano malese
- 16 marzo - Aloys Blumauer, scrittore austriaco (n. 1755)

### Aprile
- 9 aprile - Eusebio da Veiga, gesuita, matematico e astronomo portoghese (n. 1718)
- 9 aprile - Giuseppe Federico Guglielmo di Hohenzollern-Hechingen, principe (n. 1717)
- 11 aprile - Bernardino Maccaruzzi, architetto italiano
- 11 aprile - Karl Wilhelm Ramler, poeta tedesco (n. 1725)
- 29 aprile - Nikolaus Poda von Neuhaus, entomologo austriaco (n. 1723)

### Maggio
- 10 maggio - George Vancouver, esploratore britannico (n. 1757)
- 16 maggio - Joseph Hilarius Eckhel, gesuita e numismatico austriaco (n. 1737)
- 24 maggio - Jean-Baptiste Miroudot du Bourg, vescovo cattolico francese (n. 1722)
- 25 maggio - Asmus Jacob Carstens, pittore, critico d'arte e disegnatore tedesco (n. 1754)
- 25 maggio - Kazimierz Nestor Sapieha, militare polacco (n. 1757)

### Giugno
- 4 giugno - Giacomo Casanova, avventuriero, scrittore e poeta italiano (n. 1725)
- 13 giugno - Rigas Feraios, scrittore e rivoluzionario greco
- 13 giugno - Maria Gabriella Felicita di Schleswig-Holstein-Sonderburg-Wiesenburg, nobildonna tedesca (n. 1716)
- 24 giugno - Maria Cristina d'Asburgo-Lorena, duchessa (n. 1742)
- 28 giugno - Giovanni Borgi, artigiano italiano (n. 1732)
- 28 giugno - Pierre Dutillieu, compositore italiano (n. 1754)
- 30 giugno - Aurelio de' Giorgi Bertola, poeta e scrittore italiano (n. 1753)
- 30 giugno - Biagio Ortoleva, religioso e poeta italiano (n. 1752)

### Luglio
- 4 luglio - Jean-François de Bastide, commediografo, scrittore e giornalista francese (n. 1724)
- 5 luglio - Francesco Moncada Branciforte, nobile, politico e diplomatico italiano (n. 1738)
- 8 luglio - Bonifacio De Luca, poeta italiano (n. 1727)
- 12 luglio - Francesco Antonio Marcucci, patriarca cattolico italiano (n. 1717)
- 15 luglio - Gaetano Pugnani, violinista e compositore italiano (n. 1731)
- 17 luglio - Henry Joy McCracken, imprenditore irlandese (n. 1767)
- 21 luglio - Carlo Giuseppe de Croix, generale austriaco (n. 1733)
- 22 luglio - Maria Amalia di Borbone-Spagna, principessa spagnola (n. 1779)
- 28 luglio - Agostino Dal Pozzo, presbitero, storico e scrittore italiano (n. 1732)

### Agosto
- 1º agosto - François-Paul Brueys D'Aigalliers, ammiraglio francese (n. 1753)
- 1º agosto - Luc-Julien-Joseph Casabianca, militare francese (n. 1762)
- 1º agosto - Antoine René Thévenard, militare francese (n. 1766)
- 1º agosto - Aristide Aubert du Petit-Thouars, esploratore e militare francese (n. 1760)
- 11 agosto - Joseph Kinsky von Wchinitz und Tettau, principe (n. 1751)
- 15 agosto - Felice Alessandri, compositore italiano (n. 1747)
- 15 agosto - Edward Waring, matematico inglese (n. 1736)
- 21 agosto - James Wilson, giurista e politico statunitense (n. 1742)
- 25 agosto - Cristiano Augusto di Waldeck e Pyrmont, generale (n. 1744)
- 27 agosto - Louis Joseph Watteau, pittore francese (n. 1731)

### Settembre
- 6 settembre - Oliver Bond, rivoluzionario irlandese (n. 1762)
- 11 settembre - Ulrich Bräker, scrittore svizzero (n. 1735)
- 11 settembre - Nicolas Dezède, compositore francese
- 15 settembre - Pedro Pablo Abarca de Bolea y Ximénez de Urrea, politico e generale spagnolo (n. 1718)
- 17 settembre - Bernardino Moscati, chirurgo, anatomista e ginecologo italiano (n. 1705)
- 20 settembre - Blasius Columban von Bender, generale austriaco (n. 1713)
- 28 settembre - Joseph Nikolaus De Vins, generale austriaco (n. 1732)

### Ottobre
- 4 ottobre - Antoine Chézy, ingegnere e fisico francese (n. 1718)
- 6 ottobre - Edmund Boyle, VII conte di Cork, nobile irlandese (n. 1742)
- 14 ottobre - Michel Chartier de Lotbinière, ingegnere e militare francese (n. 1723)
- 22 ottobre - William Bagot, I barone Bagot, politico inglese (n. 1728)
- 22 ottobre - Maurizio Giuseppe Turinetti di Pertengo, nobile italiano (n. 1725)
- 30 ottobre - Anton Hickel, pittore austriaco (n. 1745)

### Novembre
- 2 novembre - Charles De Wailly, architetto francese (n. 1730)
- 7 novembre - Luigi Cuccagni, presbitero, scrittore e giornalista italiano (n. 1740)
- 15 novembre - Angelo Amorevoli, tenore italiano (n. 1716)
- 19 novembre - Innocenzo Spinazzi, scultore italiano (n. 1726)
- 19 novembre - Theobald Wolfe Tone, politico irlandese (n. 1763)
- 23 novembre - David Samwell, medico e poeta britannico (n. 1751)

### Dicembre
- 1º dicembre - Christian Garve, filosofo tedesco (n. 1742)
- 4 dicembre - Luigi Galvani, fisiologo, fisico e anatomista italiano (n. 1737)
- 5 dicembre - Natal'ja Aleksandrovna Kurakina, nobildonna russa (n. 1737)
- 9 dicembre - Johann Reinhold Forster, pastore protestante e naturalista tedesco (n. 1729)
- 16 dicembre - Gaetano Brunetti, compositore e violinista spagnolo (n. 1744)
- 16 dicembre - John Henry, politico statunitense (n. 1750)
- 16 dicembre - Thomas Pennant, naturalista e antiquario gallese (n. 1726)
- 19 dicembre - Charles-Joseph Panckoucke, scrittore e editore francese (n. 1736)
- 22 dicembre - Francesco Eugenio Guasco di Castelletto, nobile, religioso e letterato italiano (n. 1725)
- 22 dicembre - Nikolaus Joseph Albert von Diesbach, gesuita e scrittore svizzero (n. 1732)
- 25 dicembre - Maria Amalia d'Asburgo-Lorena, nobile (n. 1780)
- 25 dicembre - Vladimir Borisovič Golicyn, ufficiale russo (n. 1731)
- 28 dicembre - Giandomenico Coleti, gesuita, scrittore e storico italiano (n. 1727)
- 29 dicembre - William Wales, astronomo e matematico britannico (n. 1734)
- 30 dicembre - Anne-Pierre de Montesquiou-Fézensac, generale e politico francese (n. 1739)

### Senza giorno specificato
- Giuseppe Angeli, pittore italiano (n. 1709)
- Thomas Atkinson, architetto inglese (n. 1729)
- Luigi Michele Barberis, architetto italiano (n. 1725)
- Giambattista Boetti, condottiero italiano (n. 1743)
- Jean-Guillaume Bruguière, medico, zoologo e naturalista francese
- Francesco Carabelli, scultore svizzero (n. 1737)
- Geminiano Cozzi, imprenditore e ceramista italiano (n. 1728)
- François Daviet de Foncenex, matematico e militare italiano (n. 1734)
- Daniele Andrea Dolfin, nobile, politico e diplomatico italiano (n. 1748)
- Christian Friedrich Exner, architetto tedesco (n. 1718)
- Marco Antonio Gentile, doge (n. 1723)
- Paolo Guidolini, pittore e decoratore italiano (n. 1742)
- Francesco Paolo Labisi, architetto italiano (n. 1720)
- Esteban José Martínez Fernández y Martínez de la Sierra, navigatore e esploratore spagnolo (n. 1742)
- Antoine Payen il Vecchio, architetto e militare belga (n. 1748)
- Cornelis Ploos van Amstel, pittore olandese (n. 1726)
- Giuseppe Maria Secondo, storico e letterato italiano (n. 1715)
- Tarrare, militare e artista francese
- Cándido María Trigueros, scrittore spagnolo (n. 1736)
- Andrea Urbani, pittore e scenografo italiano (n. 1711)
- Jakab Valero, religioso, insegnante e teologo ungherese (n. 1725)
- Vincenzo Vangelisti, incisore italiano (n. 1740)
- Vivant-François Viénot de Vaublanc, militare francese (n. 1725)
- Girolamo Volpi, arcivescovo cattolico italiano (n. 1712)
- Wang Cong'er,  cinese (n. 1777)
- Juan José de Vértiz y Salcedo, politico spagnolo (n. 1718)
- Friedrich Karl von Moser, politico tedesco (n. 1723)

## Calendario
| Calendario 1798 | Calendario 1798 | Calendario 1798 | Calendario 1798 | Calendario 1798 | Calendario 1798 | Calendario 1798 | Calendario 1798 | Calendario 1798 | Calendario 1798 | Calendario 1798 | Calendario 1798 | Calendario 1798 | Calendario 1798 | Calendario 1798 | Calendario 1798 | Calendario 1798 | Calendario 1798 | Calendario 1798 | Calendario 1798 | Calendario 1798 | Calendario 1798 | Calendario 1798 | Calendario 1798 | Calendario 1798 | Calendario 1798 | Calendario 1798 | Calendario 1798 | Calendario 1798 | Calendario 1798 | Calendario 1798 | Calendario 1798 | Calendario 1798 |
| --------------- | --------------- | --------------- | --------------- | --------------- | --------------- | --------------- | --------------- | --------------- | --------------- | --------------- | --------------- | --------------- | --------------- | --------------- | --------------- | --------------- | --------------- | --------------- | --------------- | --------------- | --------------- | --------------- | --------------- | --------------- | --------------- | --------------- | --------------- | --------------- | --------------- | --------------- | --------------- | --------------- |
|                 | 1               | 2               | 3               | 4               | 5               | 6               | 7               | 8               | 9               | 10              | 11              | 12              | 13              | 14              | 15              | 16              | 17              | 18              | 19              | 20              | 21              | 22              | 23              | 24              | 25              | 26              | 27              | 28              | 29              | 30              | 31              |                 |
| Gennaio         | Lu              | Ma              | Me              | Gi              | Ve              | Sa              | Do              | Lu              | Ma              | Me              | Gi              | Ve              | Sa              | Do              | Lu              | Ma              | Me              | Gi              | Ve              | Sa              | Do              | Lu              | Ma              | Me              | Gi              | Ve              | Sa              | Do              | Lu              | Ma              | Me              |                 |
| Febbraio        | Gi              | Ve              | Sa              | Do              | Lu              | Ma              | Me              | Gi              | Ve              | Sa              | Do              | Lu              | Ma              | Me              | Gi              | Ve              | Sa              | Do              | Lu              | Ma              | Me              | Gi              | Ve              | Sa              | Do              | Lu              | Ma              | Me              |                 |                 |                 |                 |
| Marzo           | Gi              | Ve              | Sa              | Do              | Lu              | Ma              | Me              | Gi              | Ve              | Sa              | Do              | Lu              | Ma              | Me              | Gi              | Ve              | Sa              | Do              | Lu              | Ma              | Me              | Gi              | Ve              | Sa              | Do              | Lu              | Ma              | Me              | Gi              | Ve              | Sa              |                 |
| Aprile          | Do              | Lu              | Ma              | Me              | Gi              | Ve              | Sa              | Do              | Lu              | Ma              | Me              | Gi              | Ve              | Sa              | Do              | Lu              | Ma              | Me              | Gi              | Ve              | Sa              | Do              | Lu              | Ma              | Me              | Gi              | Ve              | Sa              | Do              | Lu              |                 |                 |
| Maggio          | Ma              | Me              | Gi              | Ve              | Sa              | Do              | Lu              | Ma              | Me              | Gi              | Ve              | Sa              | Do              | Lu              | Ma              | Me              | Gi              | Ve              | Sa              | Do              | Lu              | Ma              | Me              | Gi              | Ve              | Sa              | Do              | Lu              | Ma              | Me              | Gi              |                 |
| Giugno          | Ve              | Sa              | Do              | Lu              | Ma              | Me              | Gi              | Ve              | Sa              | Do              | Lu              | Ma              | Me              | Gi              | Ve              | Sa              | Do              | Lu              | Ma              | Me              | Gi              | Ve              | Sa              | Do              | Lu              | Ma              | Me              | Gi              | Ve              | Sa              |                 |                 |
| Luglio          | Do              | Lu              | Ma              | Me              | Gi              | Ve              | Sa              | Do              | Lu              | Ma              | Me              | Gi              | Ve              | Sa              | Do              | Lu              | Ma              | Me              | Gi              | Ve              | Sa              | Do              | Lu              | Ma              | Me              | Gi              | Ve              | Sa              | Do              | Lu              | Ma              |                 |
| Agosto          | Me              | Gi              | Ve              | Sa              | Do              | Lu              | Ma              | Me              | Gi              | Ve              | Sa              | Do              | Lu              | Ma              | Me              | Gi              | Ve              | Sa              | Do              | Lu              | Ma              | Me              | Gi              | Ve              | Sa              | Do              | Lu              | Ma              | Me              | Gi              | Ve              |                 |
| Settembre       | Sa              | Do              | Lu              | Ma              | Me              | Gi              | Ve              | Sa              | Do              | Lu              | Ma              | Me              | Gi              | Ve              | Sa              | Do              | Lu              | Ma              | Me              | Gi              | Ve              | Sa              | Do              | Lu              | Ma              | Me              | Gi              | Ve              | Sa              | Do              |                 |                 |
| Ottobre         | Lu              | Ma              | Me              | Gi              | Ve              | Sa              | Do              | Lu              | Ma              | Me              | Gi              | Ve              | Sa              | Do              | Lu              | Ma              | Me              | Gi              | Ve              | Sa              | Do              | Lu              | Ma              | Me              | Gi              | Ve              | Sa              | Do              | Lu              | Ma              | Me              |                 |
| Novembre        | Gi              | Ve              | Sa              | Do              | Lu              | Ma              | Me              | Gi              | Ve              | Sa              | Do              | Lu              | Ma              | Me              | Gi              | Ve              | Sa              | Do              | Lu              | Ma              | Me              | Gi              | Ve              | Sa              | Do              | Lu              | Ma              | Me              | Gi              | Ve              |                 |                 |
| Dicembre        | Sa              | Do              | Lu              | Ma              | Me              | Gi              | Ve              | Sa              | Do              | Lu              | Ma              | Me              | Gi              | Ve              | Sa              | Do              | Lu              | Ma              | Me              | Gi              | Ve              | Sa              | Do              | Lu              | Ma              | Me              | Gi              | Ve              | Sa              | Do              | Lu              |                 |